# Laura Chiatti
Laura Chiatti (ur. 15 lipca 1982 w Castiglione del Lago) – włoska aktorka.
W 1996 zdobyła europejski tytuł Miss Piękności. 

## Filmografia[2]
- Laura non c'è (1998) jako Stefania
- Pazzo d'amore (1999)
- Vacanze sulla neve (1999) jako Francesca
- Un posto al sole (1999)
- Via del corso (2000)
- Compagni di scuola (2001) jako Valeria Filangeri
- Padri (2002)
- Carabinieri (2003) jako Teresa Guglielmi
- Diritto di difesa (2004)
- Don Matteo (2004)
- Incantesimo 7 (2004-2005)
- Era ora (2005) jako Mara - wanda
- Passo a due (2005) jako Francesca
- Mai + come prima (2005) jako Giulia
- Przyjaciel rodziny (L'amico di famiglia, 2006) jako Rosalba De Luca
- A casa nostra (2006) jako Elodie
- Tylko ciebie chcę (Ho voglia di te, 2007) jako Gin
- Rino Gaetano - Ma il cielo è sempre più blu (2008) jako Chiara
- Il mattino ha l'oro in bocca (2008) jako Cristiana
- Iago (2009) jako Desdemona
- Il caso dell'infedele Klara (2009) jako Klara
- Przyjaciele z baru „Margherita” (Gli amici del bar Margherita, 2009) jako Marcella
- Baaria (Baarìa, 2009) jako Studentka
- Ja, oni i Lara (Io, loro e Lara, 2009) jako Lara Vasilescu
- Somewhere. Między miejscami (Somewhere, 2010) jako Sylvia
- Manuale d'amore 3 (2011) jako Micol
- Il sogno del maratoneta (2012) jako Luciana
- Romanzo di una strage (2012) jako Gemma Calabresi
- Il volto di un'altra (2012) jako Bella

## Reklamy[3]
- Lavazza (2004-2005)
- Vodafone (2006)
- Breil (2012)

## Nagrody i wyróżnienia[4]
Flaiano International Prizes
- Wygrana w kategorii Najlepsza Aktorka za film Il caso dell'infedele Klara (2009).

Italian National Syndicate of Film Journalists
- Nominacja w kategorii Najlepsza Aktorka za film Przyjaciel rodziny (2007).
- Wygrana za film Il caso dell'infedele Klara (2009).
- Nominacja za film Il caso dell'infedele Klara (2009).